# Wang Gang (zapaśnik)
Wang Gang (ur. 25 maja 1979) – chiński zapaśnik w stylu klasycznym. Zdobył brązowy medal w mistrzostwach Azji w 2001. Dwukrotny uczestnik mistrzostw świata, dwunasty w 2001. Trzeci w Pucharze Świata w 2002; szósty w 2009 roku.